# Neoscona
Genre
Synonymes
- Chinestela Chamberlin, 1924
- Cubanella Franganillo, 1926
- Afraranea Archer, 1951

Neoscona est un genre d'araignées aranéomorphes de la famille des Araneidae.
Les araignées de ce genre sont souvent appelées Épeires fougères. 

## Distribution
Les espèces de ce genre se rencontrent sur tous les continents sauf aux pôles.

## Liste des espèces
Selon World Spider Catalog (version 26, 23/06/2025) :
- Neoscona achine (Simon, 1906)
- Neoscona adianta (Walckenaer, 1802)
- Neoscona alberti (Strand, 1913)
- Neoscona albertoi Barrion-Dupo, 2008
- Neoscona aldinei Barrion-Dupo, 2008
- Neoscona amamiensis Tanikawa, 1998
- Neoscona ampoyae Barrion-Dupo, 2008
- Neoscona angulatula (Schenkel, 1937)
- Neoscona arabesca (Walckenaer, 1841)
- Neoscona bengalensis Tikader & Bal, 1981
- Neoscona bihumpi Patel, 1988
- Neoscona biswasi Bhandari & Gajbe, 2001
- Neoscona blondeli (Simon, 1886)
- Neoscona bucheti (Lessert, 1930)
- Neoscona byzanthina (Pavesi, 1876)
- Neoscona cereolella (Strand, 1907)
- Neoscona cheesmanae (Berland, 1938)
- Neoscona chiarinii (Pavesi, 1883)
- Neoscona chongzuoensis X. X. Zhang & F. Zhang, 2011
- Neoscona chrysanthusi Tikader & Bal, 1981
- Neoscona crucifera (Lucas, 1838)
- Neoscona decolor (L. Koch, 1871)
- Neoscona dhruvai Patel & Nigam, 1994
- Neoscona dhumani Patel & Reddy, 1993
- Neoscona domiciliorum (Hentz, 1847)
- Neoscona dostinikea Barrion & Litsinger, 1995
- Neoscona dyali Gajbe, 2004
- Neoscona elliptica Tikader & Bal, 1981
- Neoscona enucleata (Karsch, 1879)
- Neoscona facundoi Barrion-Dupo, 2008
- Neoscona flavida Kim, Lee & Yoo, 2019
- Neoscona flavopunctata (L. Koch, 1871)
- Neoscona floriata (Hogg, 1914)
- Neoscona fuscinotum (Strand, 1908)
- Neoscona goliath (Benoit, 1963)
- Neoscona govindai Biswas & Raychaudhuri, 2013
- Neoscona granti (Hogg, 1914)
- Neoscona hirta (C. L. Koch, 1844)
- Neoscona holmi (Schenkel, 1953)
- Neoscona huzaifi Mukhtar, 2012
- Neoscona inusta (L. Koch, 1871)
- Neoscona isatis Zamani, Marusik & Šestáková, 2020
- Neoscona jindoensis Kim, Lee & Ji, 2016
- Neoscona jinghongensis Yin, Wang, Xie & Peng, 1990
- Neoscona kabiri Biswas & Raychaudhuri, 2013
- Neoscona kisangani Grasshoff, 1986
- Neoscona kivuensis Grasshoff, 1986
- Neoscona kunmingensis Yin, Wang, Xie & Peng, 1990
- Neoscona lactea (Saito, 1933)
- Neoscona leucaspis (Schenkel, 1963)
- Neoscona lipana Barrion-Dupo, 2008
- Neoscona maculaticeps (L. Koch, 1871)
- Neoscona madagascarica (Strand, 1908)
- Neoscona marcanoi Levi, 1993
- Neoscona mellotteei (Simon, 1895)
- Neoscona menghaiensis Yin, Wang, Xie & Peng, 1990
- Neoscona molemensis Tikader & Bal, 1981
- Neoscona moreli (Vinson, 1863)
- Neoscona mukerjei Tikader, 1980
- Neoscona multiplicans (Chamberlin, 1924)
- Neoscona murthyi Patel & Reddy, 1990
- Neoscona nasidae Biswas & Raychaudhuri, 2013
- Neoscona nautica (L. Koch, 1875)
- Neoscona notanda (Rainbow, 1912)
- Neoscona novella (Simon, 1907)
- Neoscona oaxacensis (Keyserling, 1864)
- Neoscona odites (Simon, 1906)
- Neoscona oriemindoroana Barrion & Litsinger, 1995
- Neoscona orizabensis F. O. Pickard-Cambridge, 1904
- Neoscona parambikulamensis Patel, 2003
- Neoscona pavida (Simon, 1906)
- Neoscona penicillipes (Karsch, 1879)
- Neoscona piaoyi Mi, Wang & Li, 2024
- Neoscona platnicki Gajbe & Gajbe, 2001
- Neoscona plebeja (L. Koch, 1871)
- Neoscona pratensis (Hentz, 1847)
- Neoscona pseudonautica Yin, Wang, Xie & Peng, 1990
- Neoscona pseudoscylla (Schenkel, 1953)
- Neoscona punctigera (Doleschall, 1857)
- Neoscona quadrigibbosa Grasshoff, 1986
- Neoscona quincasea Roberts, 1983
- Neoscona rahamani Biswas & Raychaudhuri, 2013
- Neoscona rapta (Thorell, 1899)
- Neoscona raydakensis Saha, Biswas, Majumder & Raychaudhuri, 1995
- Neoscona rufipalpis (Lucas, 1858)
- Neoscona sanghi Gajbe, 2004
- Neoscona sanjivani Gajbe, 2004
- Neoscona scylla (Karsch, 1879)
- Neoscona scylloides (Bösenberg & Strand, 1906)
- Neoscona semilunaris (Karsch, 1879)
- Neoscona shillongensis Tikader & Bal, 1981
- Neoscona simoni Grasshoff, 1986
- Neoscona sinhagadensis (Tikader, 1975)
- Neoscona spasskyi (Brignoli, 1983)
- Neoscona stanleyi (Lessert, 1930)
- Neoscona strigatella (Strand, 1908)
- Neoscona subfusca (C. L. Koch, 1837)
- Neoscona subpullata (Bösenberg & Strand, 1906)
- Neoscona tedgenica (Bakhvalov, 1978)
- Neoscona theisi (Walckenaer, 1841)
- Neoscona tianmenensis Yin, Wang, Xie & Peng, 1990
- Neoscona triangula (Keyserling, 1864)
- Neoscona triramusa Yin & Zhao, 1994
- Neoscona ujavalai Reddy & Patel, 1992
- Neoscona usbonga Barrion & Litsinger, 1995
- Neoscona utahana (Chamberlin, 1919)
- Neoscona vigilans (Blackwall, 1865)
- Neoscona wuding Mi, Wang & Li, 2024
- Neoscona xishanensis Yin, Wang, Xie & Peng, 1990
- Neoscona yadongensis Yin, Wang, Xie & Peng, 1990
- Neoscona yptinika Barrion & Litsinger, 1995
- Neoscona zhui X. X. Zhang & F. Zhang, 2011

## Systématique et taxinomie
Ce genre a été décrit par Simon en 1864.
Cubanella a été placé en synonymie par Bryant en 1940.
Chinestela a été placé en synonymie par Archer en 1958.
Afraranea a été placé en synonymie par Grasshoff en 1986.

## Publication originale
- Simon, 1864 : Histoire naturelle des araignées (aranéides). Paris, p. 1-540 (texte intégral).